# Castianeira claveroensis
Castianeira claveroensis là một loài nhện trong họ Corinnidae.
Loài này thuộc chi Castianeira. Castianeira claveroensis được Cândido Firmino de Mello-Leitão miêu tả năm 1943.